# Aeschradia collucens
Aeschradia collucens is een vlinder uit de familie van de visstaartjes (Nolidae). De wetenschappelijke naam van de soort is voor het eerst geldig gepubliceerd in 1889 door Lucas.